# Eriopyga fulvida
Eriopyga fulvida là một loài bướm đêm trong họ Noctuidae.